# Rue Marie-Anne-du-Boccage
La rue Marie-Anne-du-Boccage est une voie de Nantes, en France.

## Situation et accès
Marquant la limite entre les quartiers du centre-ville et celui des Hauts-Pavés - Saint-Félix, la rue est bitumée, ouverte à la circulation automobile. Longue de 500 mètres, elle relie le boulevard Gabriel-Guist'hau à la rue de Gigant.
Les rues Sévigné, Bonne-Louise, Mondésir, Colbert et le passage des Oberlé et l'avenue Émile-Boissier y aboutissent.

## Origine du nom
Elle rend mémoire à l'écrivaine, poétesse et dramaturge Marie-Anne du Boccage. Même si, anciennement elle fut nommée « rue du Bocage », Édouard Pied suppose, en 1906, que ce nom est en rapport avec la femme de lettres.

## Historique
De 1770 à 1781, plusieurs actes font référence en ces lieux à une « tenue située au lieu et dans la franchise de la Bastille, nommée Pousse Pénil, qui aboutit à la place de la Barrière de Couëron où se tient le marché aux cochons ; ce sont les dames Prieure, Relligieuses et Communauté des Carmélites de Nantes, Propriétaires de moullins, borderies, prés, terres et tenues, demandant à clore leur terrain qui conduit de la place de la Barrière de Couëron au Pon de Gigan ; ce sont ensuite des procès-verbaux pour des terrains situés entre la Bastille et la rue des Moulins, dite des Carmélites, conduisant à Gigan, ou du chemin de Gigan qui conduit aux Moulins ».
La chapelle de Saint-François-de-Sales, au sein de l'externat des Enfants-Nantais, est construite de 1824 à 1826. Cet établissement est rasé au début du XXe siècle pour laisser place à l'actuel Lycée Gabriel-Guist'hau.
En 1873 et 1880, ont été édifiés, aux 11 et 13 de la rue, des hôtels particuliers pour un sieur Lebastard, sur les plans de l'architecte nantais Léon Lenoir (1830-1909) (3).
Son nom lui a été attribué par le conseil municipal du 16 janvier 1989.

## Voies secondaires

### Passage des Oberlé
Localisation : 47° 12′ 56″ N, 1° 34′ 21″ O
Cette petite voie piétonne assure la liaison entre la rue Marie-Anne-du-Boccage et l'avenue René-Bazin. Le nom de cette artère fait référence au roman Les Oberlé l'œuvre la plus célèbre de l'écrivain René Bazin.

### Avenue Émile-Boissier
Localisation : 47° 12′ 58″ N, 1° 34′ 23″ O
Le nom de cette rue en impasse rend hommage à l'écrivain et poète nantais Émile Boissier (1870-1905). Bitumée et ouverte à la circulation, elle se compose de deux segments perpendiculaires : l'un allant vers l'ouest et le val de Chézine, l'autre remontant vers le nord et rejoignant l'avenue des Acacias. Le lycée externat des Enfants-Nantais y possède également un accès.